# Oregon Route 216
Az Oregon Route 216 (OR-216) egy oregoni állami országút, amely kelet–nyugati irányban a 26-os szövetségi országút Warm Springs Junction-i csomópontja és a U.S. Route 97 Grass Valley-i elágazása között halad.
A The Dalles–California Highway No. 4 részét képező út két szakaszból (Wapinitia Highway No. 44 és Sherars Bridge Highway No. 290) áll.

## Leírás
A pálya a 26-os szövetségi út Warm Springs Juntion-i csomópontjánál kezdődik, ahol az OR 216-ra csak északnyugati irányból lehet ráhajtani. Miután elérte Pine Grove-ot, egy déli irányú félkört leírva a szakasz a wapinitiai elágazáshoz érkezik, majd nem messze Maupintól a US 197-hez érkezik, amellyel 11 kilométeren át, Tygh Valley központjáig közös nyomvonalon halad, majd északi irányban újra önálló szakasza következik, ezután újra keletre fordul. A Fehér-folyón található vízesés mellett elhaladva az útvonal egy vasúti híd alatt ível át, majd keresztezi a Deschutes-folyót. Több kanyart követően kelet–észak–kelet–északkelet irányban Grass Valley következik, majd az útpálya a US 97-be torkollik.

### Nyomvonal-korrekciók
- A Wapinitia Highway No. 44 eredetileg az egykori Oregon Route 50 részét képezte; 1950-ben a szám 52-esre módosult, mivel az eredeti 50-es jelölést a ma a 26-os szövetségi országúthoz tartozó Warm Springs Highway No. 53 kapta meg. 1952-ben újabb módosítás történt: az OR 90-et az Idaho Route 52-vel való közös pályája miatt OR 52-re számozták át, így a Wapinitia Highway a mai 216-os útba olvadt.
- A Sherars Bridge Highway No. 290 alapját képező nyomvonal már a XIX. században is létezett: a Deschutes-folyó felett átívelő híd 1860-ban készült el, 1862-ben pedig újjáépítették. Az egyszerű, lécekből emelt műtárgyat 1872-ben Joseph és Jane Sherar vásárolták meg, és egy korszerűbb faépítményt emeltek helyére, ahol hídvámot szedtek; ezzel egyidejűleg a 90 km hosszú vándorúton is fejlesztéseket hajtottak végre.[1] A hidat a megye 1912-ben vásárolta meg, a mai országút pedig 1933-ra készült el.

## Fordítás
- Ez a szakasz részben vagy egészben  az   Oregon Route 216 című angol Wikipédia-szócikk History című fejezete ezen változatának fordításán alapul.  Az eredeti cikk szerkesztőit annak laptörténete sorolja fel. Ez a jelzés csupán a megfogalmazás eredetét és a szerzői jogokat jelzi, nem szolgál a cikkben szereplő információk forrásmegjelöléseként.